# Juan Crooke y Navarrot
Juan Bautista Crooke y Navarrot (Málaga, 20 de abril de 1829-Madrid, 2 de mayo de 1904) fue un aristócrata, diplomático y arqueólogo español.

## Biografía
Hijo de Miguel Crooke y Benítez de Castañeda y de Margarita Navarrot y Martínez. Se casó con Adelaida de Guzmán y Caballero, Condesa de Valencia de Don Juan, de la Orden de las Damas Nobles de la Reina María Luisa. Su hija, Adelaida Crooke y Guzmán, se casó con Guillermo Joaquín de Osma y Scull y fue pintora. 
Fue hidalgo de cámara con ejercicio de Alfonso XII y Alfonso XIII. Poseía la Orden de Carlos III, la Orden de Isabel la Católica, la Legión de Honor, la Orden de Cristo y de la Orden de Francisco I. Caballero de la Orden de San Juan de Jerusalén y de la Orden del León Neerlandés. Socio de la Real Academia de Arqueología de Bélgica y de la Sociedad de Anticuarios de Londres.
Llegó a primer secretario de embajada y fue director de la Real Armería, encargándose de su catalogación. En 1901 ingresó en la Real Academia de la Historia.

## Obras
- Catálogo histórico-descriptivo de la Real Armería de Madrid (1898)
- Guía Palaciana y Tapices de la Corona de España .